# Domingo Siazon
Domingo Lim Siazón Junior (Aparri, Cagayán, 9 de julio de 1939-Tokio, Japón, 3 de mayo de 2016) fue un politólogo, políglota, físico y embajador filipino.

## Biografía
Graduado en Ciencias Políticas por la Universidad Ateneo de Manila y en Física por la Universidad Sofía de Tokio, en 1976 se convirtió en el embajador de Filipinas en Austria y embajador de Filipinas en Japón. Fue secretario de asuntos exteriores de su país y desde 1985 a 1993 fue director general de la Organización de las Naciones Unidas para el Desarrollo Industrial (UNIDO). Hablaba con fluidez filipino, ilocano, español, japonés, alemán y francés.
Falleció el 3 de mayo de 2016 a los 76 años, en Tokio, a consecuencia del cáncer de próstata.